# 소비
소비(消費, 영어: consumption)란 욕구를 충족시키기 위해 재화나 용역을 소모하는 일을 말한다. 소비는 재화와 용역에 의해 진행되는 과정이며 궁극적으로는 소비자가 사용하게 된다. 본래적 소비와 생산적 소비가 있다. 교환가치를 잃는 것이나 자원을 사용하는 것을 뜻하기도 하다. 생산의 반대말이다.
소비 함수는 소득과 축적된 부와 같은 결정 요인(determinant)에 의거하여 소비자 소비를 표현하는 함수이다.
타인을 위해 소비를 하거나 돈을 기부하는 행동은 오히려 행위 주체에게 더 큰 행복감과 작업 능률을 가져다 주기도 한다.

## 소비구조
의식주, 광열, 보건위생, 교통통신, 교육, 교양, 오락, 취미, 기호 등의 구체적인 구성내용을 소비구조라고 한다. 말하자면 소득으로부터 충당되는 소비지출의 비목내용을 구체적으로 표시한 것으로 소비수준(1인당 혹은 1가구당 소비지출)의 정도를 규정하는 내용구성이다. 소비지출은 무엇보다도 소득의 함수이기 때문에 경제가 발전하고 소득이 증가함에 따라 소득증가율보다 낮은 비율이기는 하지만 소비지출률도 증가할 것이다. 그에 따른 소비자 지출의 항목별 구성내용도 흥미 있는 변화가 출현한다. 즉, 의식주에 직접적인 관계가 있는 기초적 소비지출 항목의 비중이 상대적으로 낮아지고 그 대신에 교양·오락이나 내구소비재·여가비 관계 등의 불규칙적·선택적인 비용 항목이 점차로 증가하는 것이다. 따라서 소비구조는 단기적으로는 일정한 것으로 보아도 좋지만 소득증가에 응하여 변화한다고 보아야 한다.  또한 소비지출은 물가변동의 함수이기도 하기 때문에 소비지출 대상 항목의 상대가격이 변화하면 그만큼 소비구조 변화에 되돌아 오게 될 것이다. 그리고 소득계층별, 지역별에 따라서 소비지출의 비중이 매우 특색있는 동향을 나타내기 때문에 소비구조가 문제로 될 경우에는 이러한 현상을 포함하여 말할 때도 있다. 따라서 소비구조의 변화는 어떠한 소비자의 취미·기호의 변화나 생활의식의 변화 향상에 기인하는 것이 아니고 오히려 경제발전이나 소득증가·물가변동과 직접적인 관계가 있다고 말해야 한다. 엥겔의 법칙이나 슈바베의 법칙은 일찍이 이 점에 주목을 하고 소비구조 변화의 실태를 통계적으로 증명하고 있는 것이다. 최근에는 비용 항목별 소득탄력성, 지출탄력성, 수요탄력성이 생산구조의 변화와 연결되어 소비구조변화의 동태를 이론적·통계적으로 실증하고 있다. 이와 같은 소비구조의 변화가 경제의 고도성장을 반영하여 단기간에 급격하게 나타나면 소비구조 고도화의 경향에 박차를 가하여 이른바 소비혁명이나 생활혁신이라고 하는 사태가 출현한다.

## 같이 보기
- 총수요
- 소비자 이론
- 소비주의
- 항상소득 가설
- 최대 소비자 시장 목록
- 감각적 소비
- 동조 소비
- 모방 소비
- 과시 소비
- 협력적 소비(영어판)
- 소비주의
- 과소비
- 구두쇠
- 절약
- 부 (경제)
- 가난